# Pays de Bitche
Le pays de Bitche est une région naturelle de France, située au nord-est du département de la Moselle, en Lorraine, dans la région administrative Grand Est et dont la capitale est Bitche. Il est appelé Bitscherland en allemand standard, de même qu'en francique rhénan, dialecte traditionnel du pays de Bitche, et Bitcherland en français. Il se distingue par son identité culturelle propre, son histoire mouvementée entre France et Allemagne.
Il constitue la partie mosellane du parc naturel régional des Vosges du nord, classée réserve mondiale de la biosphère par l'UNESCO pour la richesse de son patrimoine naturel et les nombreuses actions de protection et d'éducation en faveur de l'environnement.
Le pays de Bitche est composé de 47 communes dont 46 sont regroupées dans le canton de Bitche depuis le redécoupage cantonal de 2014, Kalhausen étant passée dans le canton de Sarreguemines en 2015.

## Toponymie
Le nom de cette région naturelle provient de sa capitale, Bitche, qui s'écrit Bitche en français et Bitsch en allemand standard ainsi qu'en francique rhénan. Il s'écrit donc pays de Bitche en français et Bitscherland en allemand ainsi qu'en francique rhénan. Lorsque l'expression germanique est reprise en français, elle est très souvent orthographiée Bitcherland.
Les habitants du pays de Bitche s'appellent les Bitscherländer en allemand standard et les Bitscherlänner en dialecte francique rhénan, mais aucun nom particulier ne leur est attribué en français même si les termes Bitscherländer, Bitscherlänner voire Bitcherlandais sont souvent utilisés en français pour désigner les habitants du pays de Bitche.
En 1945, les soldats américains qui libèrent le Bitcherland se surnommaient avec humour « sons of Bitche ».  

## Géographie

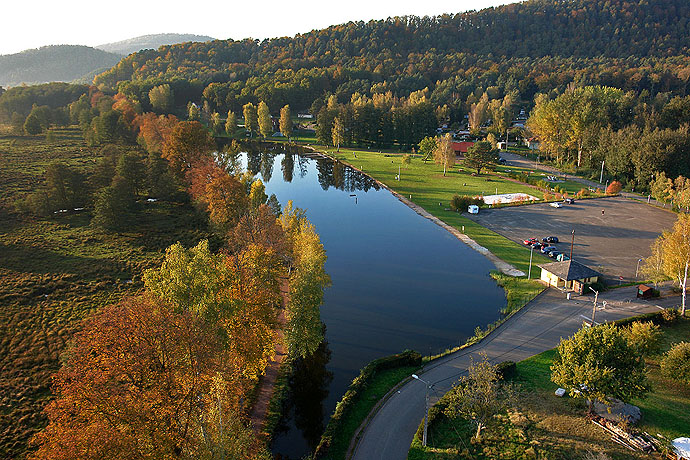
L'étang de Bærenthal.

Le Bitscherland, ou pays de Bitche, se situe à l'extrême nord-est de la Lorraine, à cheval sur le plateau lorrain pour sa partie occidentale et sur les vallées rhénanes des Vosges du Nord pour sa partie orientale. Il est traversé en son milieu par la ligne de partage des eaux entre Rhin et Moselle : la partie occidentale appartient au bassin de la Sarre et de la Moselle, (bassins de l'Eichel et de la Blies) tandis que la partie orientale verse dans le Rhin via la Zinsel du Nord et le Falkensteinerbach, affluents de la Moder.
Une des particularités du Bitscherland est qu'il constitue un territoire mosellan dont les limites avec les territoires qui l'entourent sont de loin plus longues que celles avec le département lui-même. En effet, la plus longue frontière se fait avec l'Alsace (Bas-Rhin), puis le Palatinat, le Land de Sarre et enfin le reste de la Moselle avec l'agglomération de Sarreguemines. En suivant les aiguilles d'une montre, les territoires administratifs et culturels proches sont les suivants :
- À l'ouest, l'agglomération de Sarreguemines et la vallée de la Sarre.
- Au nord, l'Allemagne, et plus précisément :
  - Au nord-ouest, le Land de Sarre et l'arrondissement du Sarre-Palatinat, avec la réserve naturelle du Bliesgau (de) et la Parr.
  - du Nord au Nord-Est, le Land de Rhénanie-Palatinat et l'arrondissement du Palatinat-Sud-Ouest, avec le pays des collines de Deux-Ponts (de), la Hackmesserseite (de) et la forêt palatine (Pfälzerwald).
- À l'est et au sud, l'Alsace, et plus précisément :
  - À l'est, l'Outre-forêt et le pays de Niederbronn.
  - Au sud, les pays de Hanau et de La Petite-Pierre.
- Au sud-ouest, l'Alsace bossue.

Région essentiellement forestière, le pays de Bitche, éloigné des grands centres urbains, possède cependant une situation géographique remarquable, en tant que canton frontalier avec deux Länder d'Allemagne et une situation profondément enclavée entre les deux anciennes régions d'Alsace et de Lorraine. Les grandes villes les plus proches de Bitche sont Sarrebruck (49 km), Strasbourg (72 km), Metz (111 km).
Le pays de Bitche se distingue des régions avoisinantes par une dualité frappante, issue de sa constitution géologique. Il recouvre deux entités géographiques très différentes, séparées par une ligne imaginaire joignant Rahling au Sud-Ouest à Liederschiedt au nord-est. On trouve ainsi à l'ouest un pays peu accidenté, s'étendant à perte de vue, le pays découvert (Imgau), où domine le calcaire. À l'est par contre, on entre en pays couvert (Wasgau), qui se caractérise par un moutonnement de collines boisées où règne le grès.
Son climat lui vaut le surnom de « petite Sibérie ».

### Le pays découvert

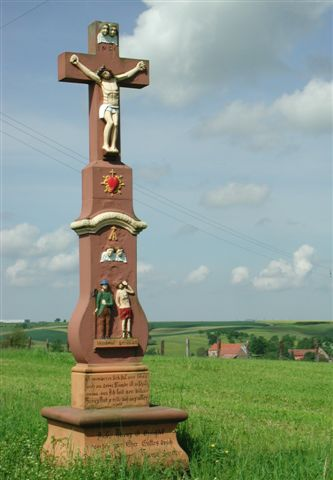
Le plateau aux environs d'Ohrenthal.

Le pays découvert appartient aux formations géologiques triasiques, qui sont composées de calcaires du Muschelkalk, entrecoupés de marnes avec des lentilles gypseuses, et de calcaires à ceratites et à entroques, l'ensemble étant recouvert de limons et de lœss. Le modelé, ici, est celui du plateau lorrain dans sa partie la plus orientale, variant entre 300 et 400 mètres. Ce paysage doucement vallonné, est à peine barré par la côte du Muschelkalk, d'une cinquantaine de mètres de dénivellation, qui se développe entre Erching et Rahling, en passant par Rimling et Rohrbach-lès-Bitche.

### Le pays couvert

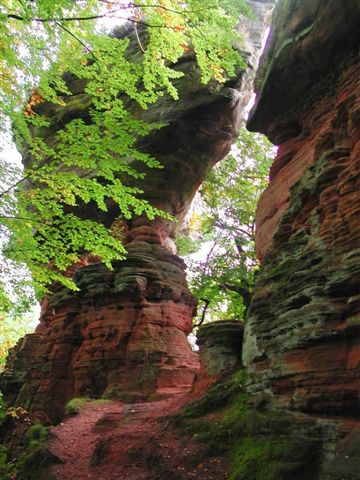
Pointements gréseux de l'Altschloss à Roppeviller.

Le pays couvert, qui constitue la grande originalité du pays de Bitche, appartient quant à lui au Buntsandstein triasique, dont les formations gréseuses ont donné naissance à un plateau variant de 200 à plus de 450 mètres, fortement morcelé par des vallées nombreuses, profondes et très ramifiées, et hérissées de barres et de pointements rocheux ruiniformes, offrant un paysage pittoresque.
L'imperméabilité des roches et l'abondance des eaux ont favorisé dès le Moyen Âge la multiplication d'étangs artificiels, grands pourvoyeurs de truites et de carpes, qui constituent aussi l'une des originalités du pays de Bitche. À la fin du XVIe siècle, il y en avait déjà une bonne cinquantaine, mais aujourd'hui on en compte près d'un millier, situés pour la plupart dans la région gréseuse. Un certain nombre d'entre eux entraînaient des moulins à grain, à huile, à foulon, des scieries et des forges, comme le Grafenweiher à Sturzelbronn ou l'étang du moulin de Saint-Louis à Saint-Louis-lès-Bitche.

## Histoire

### Préhistoire
Des sites du Paléolithique moyen voire inférieur découverts à Rimling et Obergailbach attestent de la présence de l'Homme de Néandertal (entre - 200 000 et - 35 000 ans avant Jésus-Christ). Il s'agit donc là des plus anciennes occupations humaines du pays de Bitche connues à ce jour. Plusieurs gisements mésolithiques et néolithiques ont également été découverts.

### Antiquité
À l'époque gallo-romaine, alors que le pays de Bitche appartient à la cité des Médiomatriques, en Gaule belgique, à la limite de la Germanie supérieure et des Triboques d'Alsace, les indices d'occupation se multiplient. Des villas rurales (110 recensés par la Société d’histoire et d’archéologie de Bitche) s'implantent essentiellement en pays découvert, leur chiffre pouvant s'élever à une douzaine comme à Bettviller. Leur répartition apparaît plus dense dans le canton de Volmunster et dans la partie occidentale du canton de Rohrbach. Dans la partie orientale du pays, les prospections s'avèrent plus difficiles en raison du relief accidenté et du couvert forestier.

### Le Moyen Âge

Blason du comté de Deux-Ponts-Bitche.

Le territoire et la zone de peuplement de Bitche sont situés dans le Saint-Empire romain germanique. La première mention du nom de Bitis se trouve dans une lettre datée du milieu de XIIe siècle et dans laquelle le duc de Lorraine, Ferry Ier demande au comte de Sarrewerden de respecter les limites ainsi que les habitants de sa seigneurie. Dans cette lettre écrite en lettres gothiques, mais en latin, les limites de cette seigneurie sont parfaitement établies (voir cette lettre dans Wikisource : Seigneurie de Bitche en 1196). Dès 1170, un Bitis Castrum (château de Bitche) apparaît dans un document où Frédéric Ier se dénomme lui-même comme « Dominus de Bites » (seigneur de Bitche). La seigneurie est alors située à la limite orientale d'une entité géographique et culturelle plus vaste, la province impériale du Westrich.
Au XIIIe siècle, la seigneurie de Bitche était le seul territoire du duc de Lorraine à se trouver dans le domaine linguistique allemand et du fait du morcellement des possessions des comtes de Zweibrücken, elle se trouvait géographiquement isolée. Le comte Eberhard II de Zweibrücken proposa alors un accord d’échange au duc de Lorraine. Cette transaction se fit par deux traités : celui du 13 mai 1297 et celui du 1er juillet 1302.

### La Renaissance
Jusqu’au début du XVIe siècle, la seigneurie de Bitche dépendait en définitive du Saint-Empire. Les habitants ont participé massivement au soulèvement de la guerre des paysans de 1525 ; le comte Reinhart de Deux-Ponts-Bitche se plaignit au duc Antoine de Lorraine, que des six mille habitants de son fief, moins de six lui étaient restés fidèles. Le chef de bande des paysans lorrains révoltés était Hans Zoller, originaire de Rimling.
Lorsque Reinhard de Bitche mourut, en 1531, ses deux fils se partagèrent son domaine. Mais bien vite, ils se brouillèrent et se querellèrent si bien que le duc de Lorraine commença à avoir des visées sur cette seigneurie. En fin de compte, Amélie de Bitche, fille de feu Simon Wecker et épouse de Philippe de Linange-Westerbourg, vendit la terre de Bitche au duc de Lorraine Charles II pour la somme de 50 000 écus.
Philippe V de Hanau-Lichtenberg réclama alors l’héritage de son beau-père Jacob. Le duc de Lorraine le lui reconnut. Cependant, le nouveau seigneur, protestant, voulut imposer cette religion à ses sujets selon la règle qui voulait à l’époque qu’on épouse la religion du souverain. Il y mit tant de vigueur, allant jusqu’à emprisonner le supérieur de l’abbaye de Sturzelbronn, qu’il incommoda le duc de Lorraine Charles III qui le convoqua devant les assises de Nancy. Philippe refusa de reconnaître l'autorité ducale sur le fief, tandis que le duc le déclara félon. Il fit assiéger Bitche en 1572. Au bout de quelques jours, le château se rendit mais Philippe put s’enfuir. Les troupes du duc de Lorraine prirent même dans la foulée le château de Lemberg et les villages environnants, obligeant la population à prêter serment au duc. Ainsi, cet épisode contribua à confirmer l’autorité du duc de Lorraine sur la région de Bitche. 

### La guerre de trente ans et l'occupation française
En 1678, le traité de Nimègue mit fin à la guerre entre les Provinces-Unies et la France. Les troupes françaises commencèrent à se retirer mais le duc Charles V, neveu et successeur de Charles IV de Lorraine, n’accepta pas les termes du traité de Nimègue. Aussitôt, le roi de France revint occuper le pays de Bitche, afin de renforcer les défenses française du côté de l'Alsace, annexée à la France depuis peu, et vers la vallée du Rhin.
Vauban fit donc fortifier le Schlossberg et il fit aussi entourer la ville de remparts renforcés de bastions. Ces travaux attirèrent de nombreux ouvriers. Un arrêté du Conseil d’État de Louis XIV permit à la région de revivre. En effet, cet arrêté permit à tous les habitants du comté et à tous ceux qui acceptaient de s’y installer de défricher autant de terres qu’ils pouvaient en cultiver avec exemption de toutes taxes durant dix ans. En peu de temps, 60 villages se créèrent ou reprirent vie.

### Le règne de Stanislas Leszczinski
En 1735 et 1736 furent signés des accords spécifiant que le duc de Lorraine François Stéphane renonçait aux duchés de Bar et de Lorraine au profit du roi de Pologne en exil : Stanislas Leszczynski dont la fille avait épousé le roi de France Louis XV. Le roi déchu vint donc s’installer à Lunéville et prit le titre de duc de Lorraine. Avant de quitter la France, par les accords de Meudon, l'ex-roi polonais remit la réalité de l'exercice du pouvoir à son gendre qui lui fit nommer un intendant français dont la première mission était de permettre l'assimilation des duchés à la France. Louis XV autorisa à reconstruire la place forte de Bitche sur les plans de Vauban. Et sous la direction du maréchal de camp de Bournay. Quand celui-ci mourut en 1740, il fut remplacé par un homme providentiel pour la ville de Bitche, le comte Henri François de Bombelles.
Dès 1741, Bombelles se mit à l’ouvrage et lorsqu’en 1744 les mercenaires guerroyant pour l’Autriche s’approchèrent de Bitche, ils furent repoussés. Les travaux de fortification durèrent jusqu’en 1754. En 1748 furent prises les premières mesures qui réprimaient l'usage du platt. À la mort de Stanislas Leszczyński, le 28 février 1766, les duchés de Lorraine et de Bar furent officiellement rattachés à la France. Bitche devint française... pour un siècle...

### La révolution et l'Empire
A la différence de ses prédécesseurs, Napoléon ne combattit pas l'usage du platt. Pragmatique voire cynique, il aurait déclaré : « Qu'ils parlent ce qu'ils veulent pourvu qu'ils sabrent français ».

### LeXIXesiècleet l'Empire allemand
Les allemands construisirent un camp militaire à Bitche, qui est toujours utilisé. L'empereur allemand Guillaume II vint inaugurer la gare de Bitche le 14 mai 1903, construite pour permettre au camp de Bitche, contenant 7 000 soldats, de pouvoir faciliter le transport de plus de troupes à la frontière. Ils commencèrent également la construction d’une ligne de chemins de fer entre Saint-Louis-lès-Bitche et le reste de l’empire afin de transporter le cristal fabriqué là bas. Elle ne fut jamais achevée en raison du début de la Première Guerre mondiale et fut transformée par la suite en piste cyclable.

### Première Guerre mondiale
La population, majoritairement francophone ou dialectophone, subit la germanisation imposée par l'administration impériale. La guerre entraîna des réquisitions agricoles, des restrictions alimentaires et une surveillance accrue des civils, suspectés de sympathies françaises. Les communications avec la France furent coupées, et des tensions identitaires émergèrent au sein des familles et des communautés.

### Rattachements géographiques
- avant -52 : Médiomatriques
- -52–-27 : République romaine (Gaule belgique)
- -27–395 : Empire romain (Gaule Belgique)
- 395–482 : Empire romain d'Occident puis Domaine gallo-romain
- 482–800 : royaumes francs (Austrasie)
- 800–843 : Empire carolingien
- 843–855 : Francie médiane
- 855–925 : Lotharingie
- 925–1680 :  Saint-Empire romain germanique
  - 925–959 : Lotharingie
  - 959–1302 :  duché de Lorraine ( Seigneurie de Bitche)
  - 1302–1570 :  comté de Deux-Ponts-Bitche
  - 1570–1606 :   litige entre duché de Lorraine et comté de Hanau-Lichtenberg
  - 1606–1680 :  duché de Lorraine (bailliage d'Allemagne)
- 1680–1697 :  royaume de France
- 1697–1736 :  Saint-Empire romain germanique
  - 1697–1736 :  duché de Lorraine (bailliage d'Allemagne)
- 1736-1766 :  duché de Lorraine (bailliage d'Allemagne puis bailliage de Bitche)
- 1766–1791 :  royaume de France ( grand-gouvernement de Lorraine-et-Barrois et bailliage de Bitche)
- 1791-1871 :  France ( département de la Moselle, district de Bitche puis arrondissement de Sarreguemines)
- 1871–1918 :  Empire allemand ( Alsace-Lorraine,  district de Lorraine et arrondissement de Sarreguemines)
- 1918–1940 :  France ( département de la Moselle et arrondissement de Sarreguemines)
- 1940–1945 :  Allemagne nazie ( Gau Westmark,  CdZ-Gebiet Lothringen et arrondissement de Sarreguemines)
- 1945 :  France  département de la Moselle et arrondissement de Sarreguemines)
- 1956-2015 :  France ( région Lorraine  département de la Moselle et arrondissement de Sarreguemines)
- Depuis 2016 :  France ( région Grand Est,  département de la Moselle et arrondissement de Sarreguemines)

## Communes et organisations

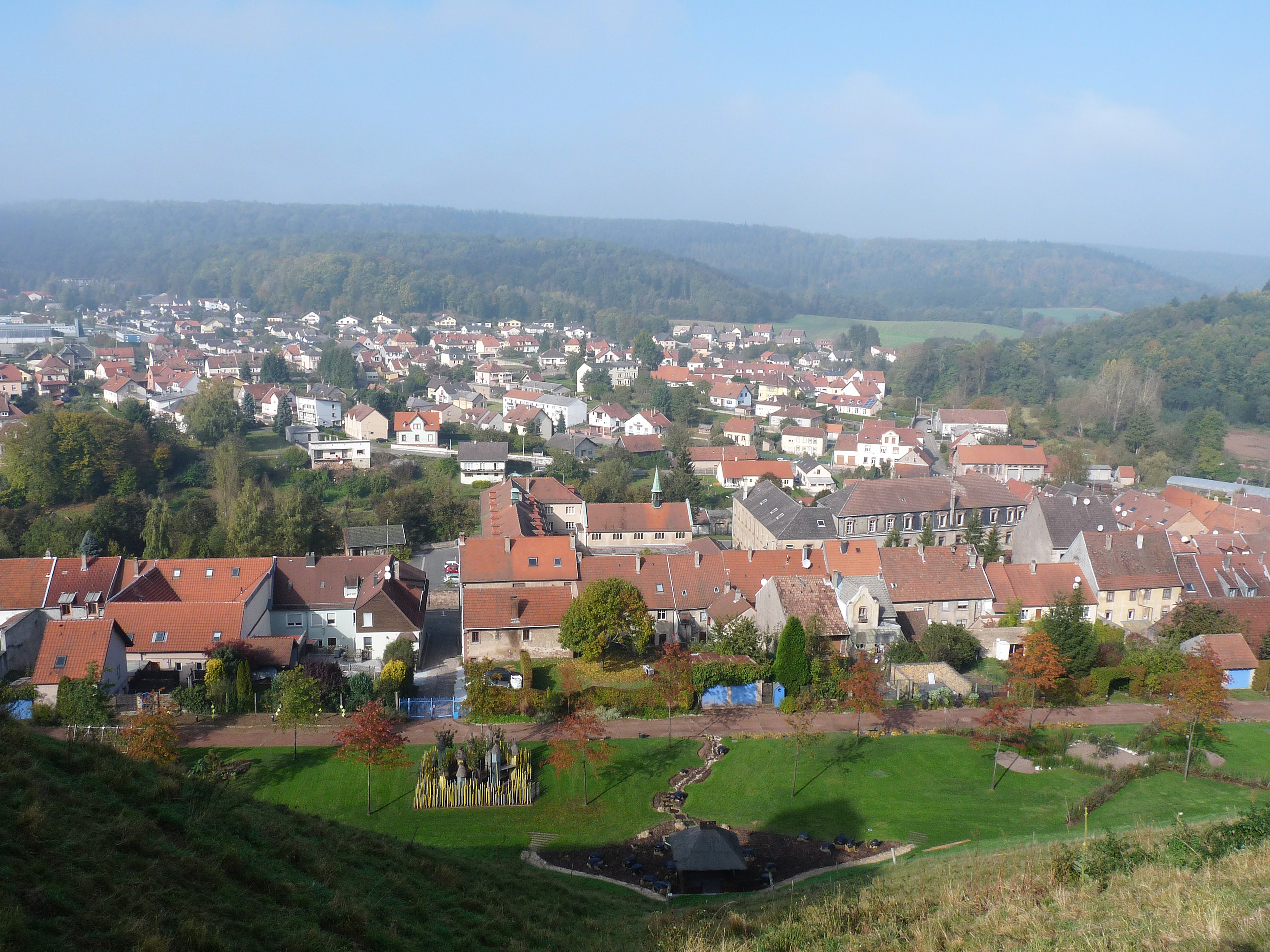
Bitche depuis la citadelle.

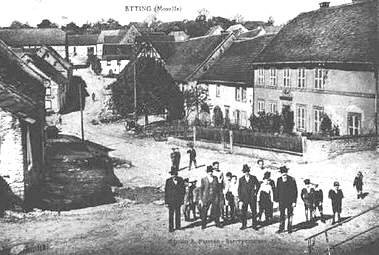
Etting au début du XXe siècle.

Les communes et les anciennes communes du pays de Bitche
| Achen Baerenthal Bettviller Bining Bitche Bouss. Breidenbach Éguelshardt Enchenberg Epping Erching Etting Goetz. Gros-Réd. Hanviller Haspelschiedt Hottviller Kalhausen Lambach Lemberg Lengels. Liederschiedt Loutzviller Meisenthal Montbronn Mouterhouse Nouss. Obergailbach Ormersviller Petit-Réd. Philippsbourg Rahling Reyers. Rimling Rohrbach Rolbing Roppeviller St-Louis Schmittviller Schorbach Schweyen Siersthal Soucht Sturzelbronn Volmunster Waldhouse Walschbronn |

| Nom français            | Nom francique rhénan          | Nom allemand      |
| ----------------------- | ----------------------------- | ----------------- |
| Achen                   | Ache                          | Achen             |
| Althorn                 | Althorn                       | Althorn           |
| Bærenthal               | Bäredal                       | Bärenthal         |
| Bettviller              | Bettwiller                    | Bettweiler        |
| Bining                  | Bininge                       | Biningen          |
| Bitche                  | Bitsch                        | Bitsch            |
| Bousseviller            | Busswiller                    | Busweiler         |
| Breidenbach             | Breidebach/Breirebach         | Breidenbach       |
| Dollenbach              | Dollebach                     | Dollenbach        |
| Éguelshardt             | Egelshad/Egelshat             | Egelshardt        |
| Enchenberg              | Enschebärsch                  | Enchenberg        |
| Epping                  | Eppinge/Ebbinge               | Eppingen          |
| Erching                 | Erschinge                     | Erchingen         |
| Eschviller              | Eschwiller                    | Eschweiler        |
| Etting                  | Ettinge/Eddinge               | Ettingen          |
| Gœtzenbruck             | Getzebrikk/Getzebrigg         | Götzenbrück       |
| Gros-Réderching         | Grossrederchinge              | Grossrederchingen |
| Guising                 | Gisinge                       | Giesingen         |
| Hanviller               | Honnwiller                    | Hanweiler         |
| Haspelschiedt           | Haschbelschid/Haschbelschitt  | Haspelscheidt     |
| Hoelling                | Hellinge                      | Höllingen         |
| Holbach                 | Holbach                       | Holbach           |
| Hottviller              | Hottwiller                    | Hottweiler        |
| Kalhausen               | Kalhuse                       | Kalhausen         |
| Lambach                 | Lambach                       | Lambach           |
| Lemberg                 | Lembärsch                     | Lemberg           |
| Lengelsheim             | Lengelse                      | Lengelsheim       |
| Liederschiedt           | Liderschid/Lirerschidt        | Liederscheidt     |
| Loutzviller             | Lutzwiller                    | Lutzweiler        |
| Meisenthal              | Meisedal                      | Meisenthal        |
| Montbronn               | Mumere                        | Mombronn          |
| Mouterhouse             | Muterhüse/Muderhüse           | Mutterhausen      |
| Nousseviller-lès-Bitche | Nusswiller                    | Nussweiler        |
| Obergailbach            | Owergailbach/Owergäälbach     | Obergailbach      |
| Ohrenthal               | Ohredal                       | Ohrenthal         |
| Olsberg                 | Olschberj/Olschbärsch         | Olsberg           |
| Opperding               | Opperdinge/Obberdinge         | Opperdingen       |
| Ormersviller            | Ormerschwiller                | Ormersweiler      |
| Petit-Réderching        | Klärederchinge/Klärererchinge | Kleinrederchingen |
| Philippsbourg           | Fillipsbueri/Phillipsburch    | Philippsburg      |
| Rahling                 | Rahlinge                      | Rahlingen         |
| Reyersviller            | Reierschwiller                | Reyersweiler      |
| Rimling                 | Rimlinge                      | Rimlingen         |
| Rohrbach-lès-Bitche     | Rohrbach/Roerbach             | Rohrbach          |
| Rolbing                 | Rolwinge                      | Rolbingen         |
| Roppeviller             | Roppwiller                    | Roppweiler        |
| Saint-Louis-lès-Bitche  | Minzdal                       | Münzthal          |
| Sarreinsberg            | Kinnisberri/Kenichbärsch      | Saareinsberg      |
| Schmittviller           | Schmittwiller                 | Schmittweiler     |
| Schorbach               | Schorbach                     | Schorbach         |
| Schweyen                | Schweije                      | Schweyen          |
| Siersthal               | Siirschel                     | Siersthal         |
| Singling                | Singlinge                     | Singlingen        |
| Soucht                  | Sucht                         | Sucht             |
| Sturzelbronn            | Stirzelbrunn/Sdirzelbronn     | Stürzelbronn      |
| Urbach                  | Urbach                        | Urbach            |
| Volmunster              | Wolminschter/Wolminschder     | Wolmünster        |
| Waldhouse               | Waldhuse/Walthuse             | Waldhausen        |
| Walschbronn             | Walschbronn                   | Walschbronn       |
| Weidesheim              | Wädseme                       | Weidesheim        |
| Weiskirch               | Wisskirch                     | Weisskirchen      |

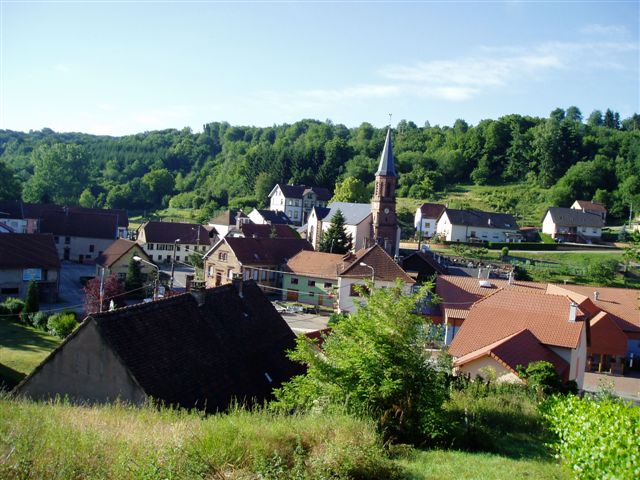
Hottviller.

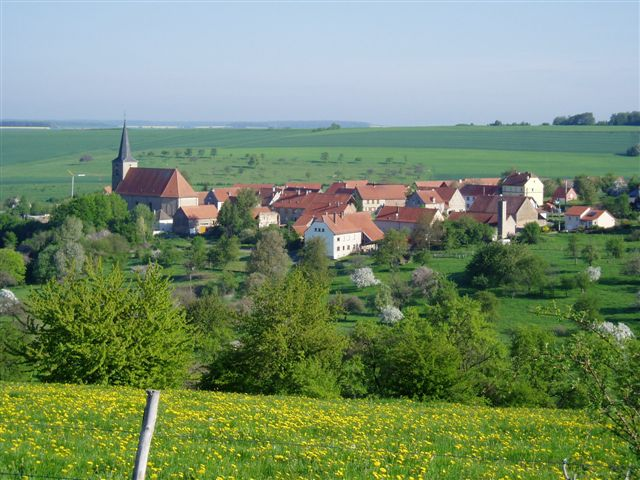
Loutzviller.

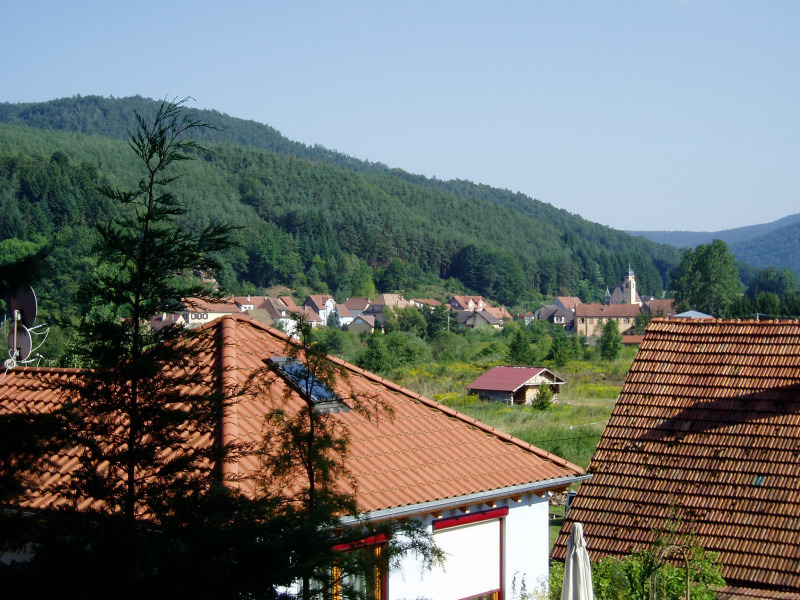
Philippsbourg dans la vallée de la Falkensteinerbach.

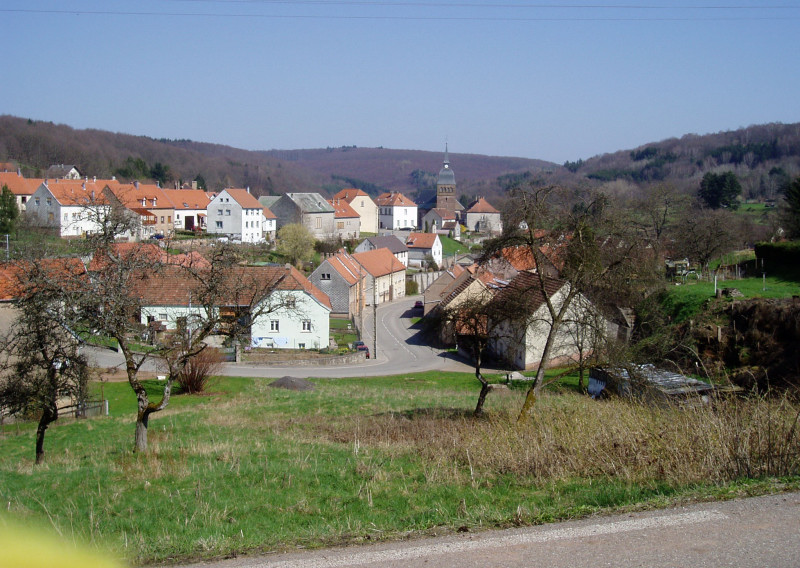
Schorbach.

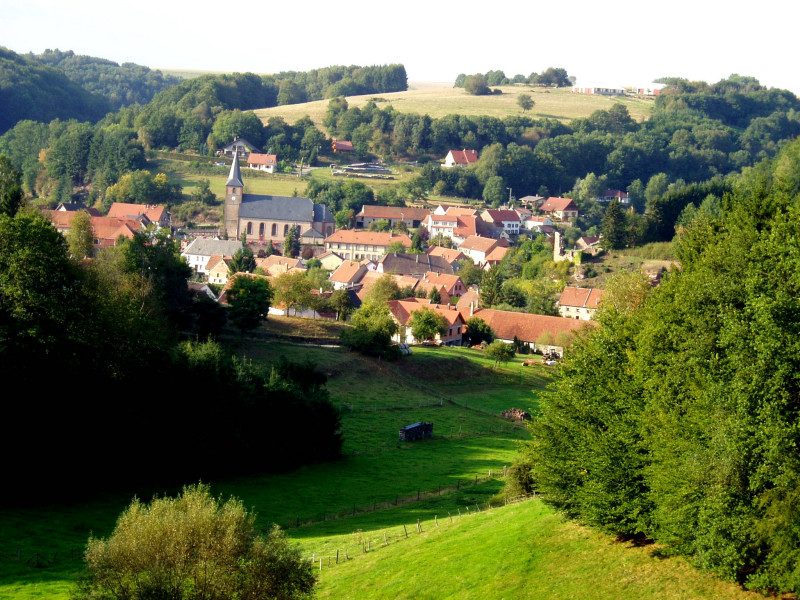
Walschbronn.

Intercommunalité: communauté de communes du Pays de Bitche

## Population
Au recensement de 1999, le pays de Bitche comptait 35 873 habitants pour 47 communes.

## Économie

### Pays du Verre et du Cristal

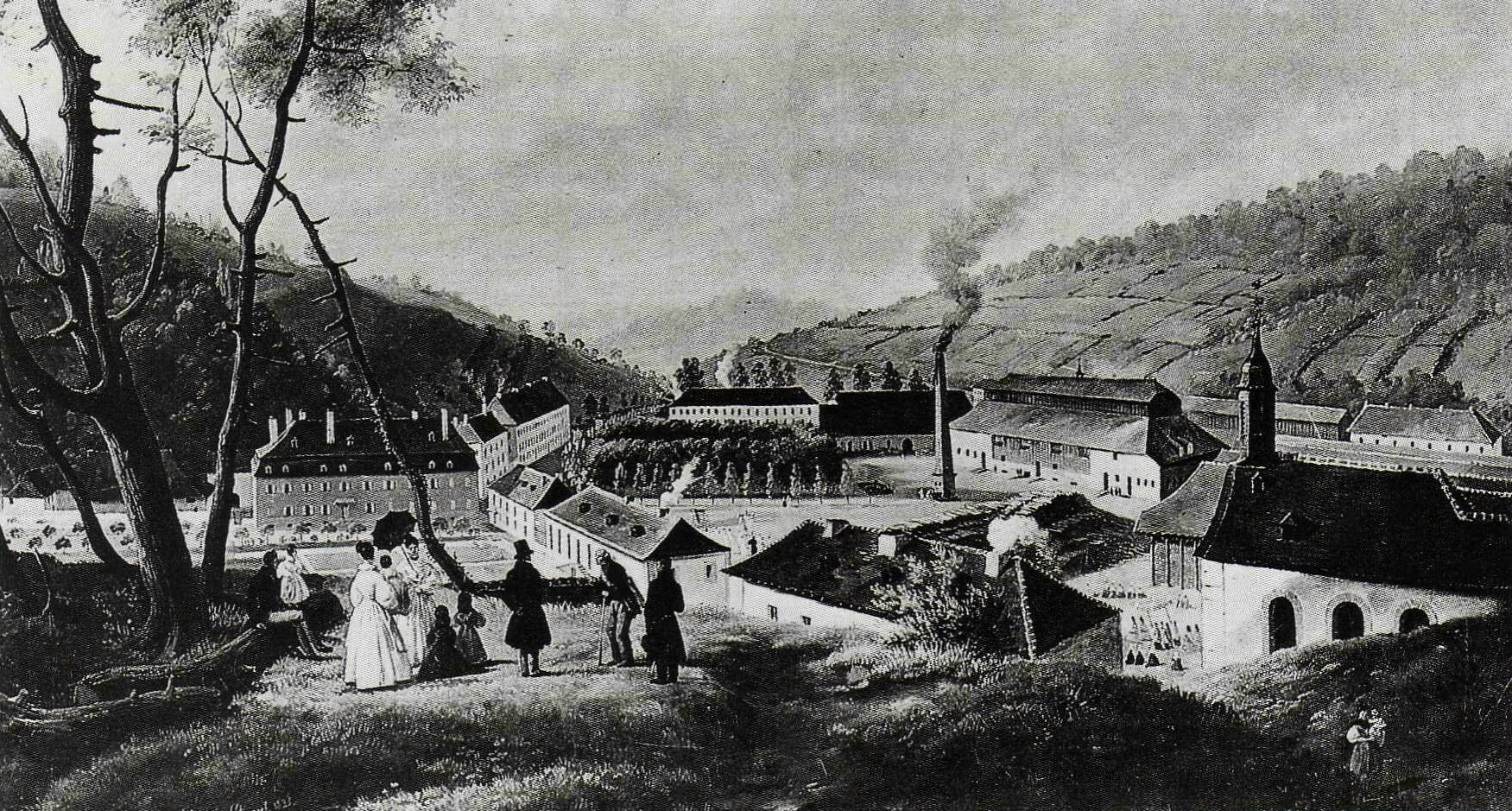
La cristallerie de Saint-Louis-lès-Bitche peinte par Édouard Pingret en 1836.

Dans le domaine des industries, l'activité verrière occupe une place de choix puisqu'elle est la plus ancienne et la plus répandue. Les conditions naturelles sont particulièrement favorables à son implantation : présence de sable et de bois en abondance, mais aussi possibilité d'extraire la potasse des bruyères et des fougères.
Produisant toutes du verre à vitres et de la gobeleterie, elles ont des caractères communs : elles ont toutes été fondées par des verriers allemands venus de Hesse, de Souabe et du Spessart, et elles sont itinérantes en raison de la raréfaction du bois de combustible au bout de quelques années. La guerre de Trente Ans leur porte un coup fatal et il faut attendre le début du XVIIIe siècle pour voir de nouvelles verreries, désormais sédentaires, s'implanter à Meisenthal (1702), Goetzenbruck (1721), Montbronn (1723) et Saint-Louis-lès-Bitche (1767), leurs productions restant toutefois les mêmes.
Au XXe siècle, celles-ci vont se diversifier, la verrerie industrielle (optique, fabriques de thermomètres, glacerie) s'ajoutant à la verrerie traditionnelle et à la cristallerie, par exemple à la verrerie de Mont-Royal à Goetzenbruck (1938). De nos jours, on assiste peu à peu à une concentration des entreprises qui passent sous le contrôle de puissantes sociétés : ainsi la cristallerie de Saint-Louis rachetée en 1989 par le groupe Hermès, et la cristallerie de Lemberg, fondée en 1925, absorbée en 1990 par la société Lalique. Il subsiste cependant de nombreux artisans installés à domicile, qui continuent de travailler le verre et le cristal.

### Activité sidérurgique

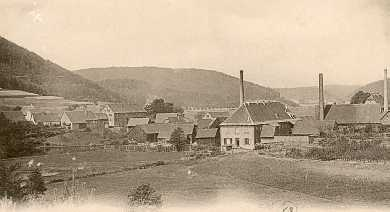
Vue des anciennes forges de Bærenthal.

L'industrie sidérurgique, pour sa part, est née d'une volonté des ducs de Lorraine d'exploiter les richesses minières de cette région favorisée par la présence de bois et d'eau en abondance.
Dès les premières années du XVIIe siècle, Louis de Bettainvillers, maître des forges de Moyeuvre, et des mineurs de Sainte-Marie-aux-Mines sont envoyés dans le comté pour « découvrir quelque apparence de mine ». À l'est, sur la Zinsel du Nord, une forge est créé en 1760 à Bærenthal pour transformer la fonte venue de Franche-Comté, tandis qu'à Bellerstein, une scierie installée sur le Falkensteinerbach est reconvertie en 1765 en « manufacture de tôle, fer battu et lames de liens ».
En dépit des recherches de minerai ordonnées par les autorités en 1627, à la suite de la pénurie de matière première, ces établissements vont très vite péricliter et disparaître en 1632. Ils reperndront leur activité seulement au début du XVIIIe siècle, le duc Léopold Ier de Lorraine accordant des privilèges aux successeurs de Jean-Valentin de Dithmar en 1723.
À l'est, sur la Zinsel du Nord, une forge est créé en 1760 à Baerenthal pour transformer la fonte venue de Franche-Comté, tandis qu'à Bellerstein, une scierie installée sur le Falkensteinerbach est reconvertie en 1765 en « manufacture de tôle, fer battu et lames de liens ». En dépit des difficultés intervenues dans les années 1777-1785, notamment à cause de la concurrence des fonderies de Diemeringen (Bas-Rhin), les forges de Mouterhouse suivent seules. Elles sont rachetées en 1843 par la famille de Dietrich, installée à Niederbronn, et modernisées dans les années qui suivent. Le premier four Bessemer y est installé en 1863 mais la crise industrielle et l'apparition de la grande sidérurgie, vont entraîner très vite le déplacement de cette activité vers l'Alsace, autour de Niederbronn et de Reichshoffen, d'autant plus que depuis le début du XIXe siècle, le minerai de fer provenait en grande partie de la région de Brumath.

### Autres
Parmi les autres activités traditionnelles, il convient de citer les tuileries installées en pays découvert (à Hottviller, Bitche, Schorbach ou Weidesheim), les fours à chaux de Rolbing, les plâtreries de Rohrbach-lès-Bitche, les fabriques de potasse de la vallée de Sturzelbronn, les scieries, ou moulins à scie du pays couvert, installés à Bellerstein, dans la vallée de Meisenthal ou sur l'ancien ban d'Eidenheim près de Montbronn.
Dans chaque village ou presque, les femmes tissaient pendant l'hiver, tandis que les hommes distillaient la pomme de terre. Des foulons à drap existaient à Hanviller, Achen et Walschbronn dès le XVIIe siècle ; des tanneries de Bitche étaient alimentés en tan par les moulins de Haspelschiedt, Reyersviller et Siersthal. Sur la plupart des rivières, même les plus médiocres, des moulins à farine et à huile tournaient. Le nombre des meuniers de la seigneurie de Bitche était si important que le duc de Lorraine Henri II les avait autorisé à se regrouper en corporation dès 1615.
Ces activités, qui ont contribué à la richesse du pays de Bitche depuis le XVIIe siècle, parfois même avant, ne sont plus aujourd'hui que des souvenirs, ayant parfois laissé des souvenirs dans le paysage, comme les moulins ou les fours à chaux.

## Médias
Radio Studio 1 et Mosaik Cristal (anciennement TV Cristal) sont respectivement la chaîne de radio et de télévision du pays de Bitche. Ces médias qui diffusent principalement en français font aussi des émissions en francique rhénan,.

## Transports

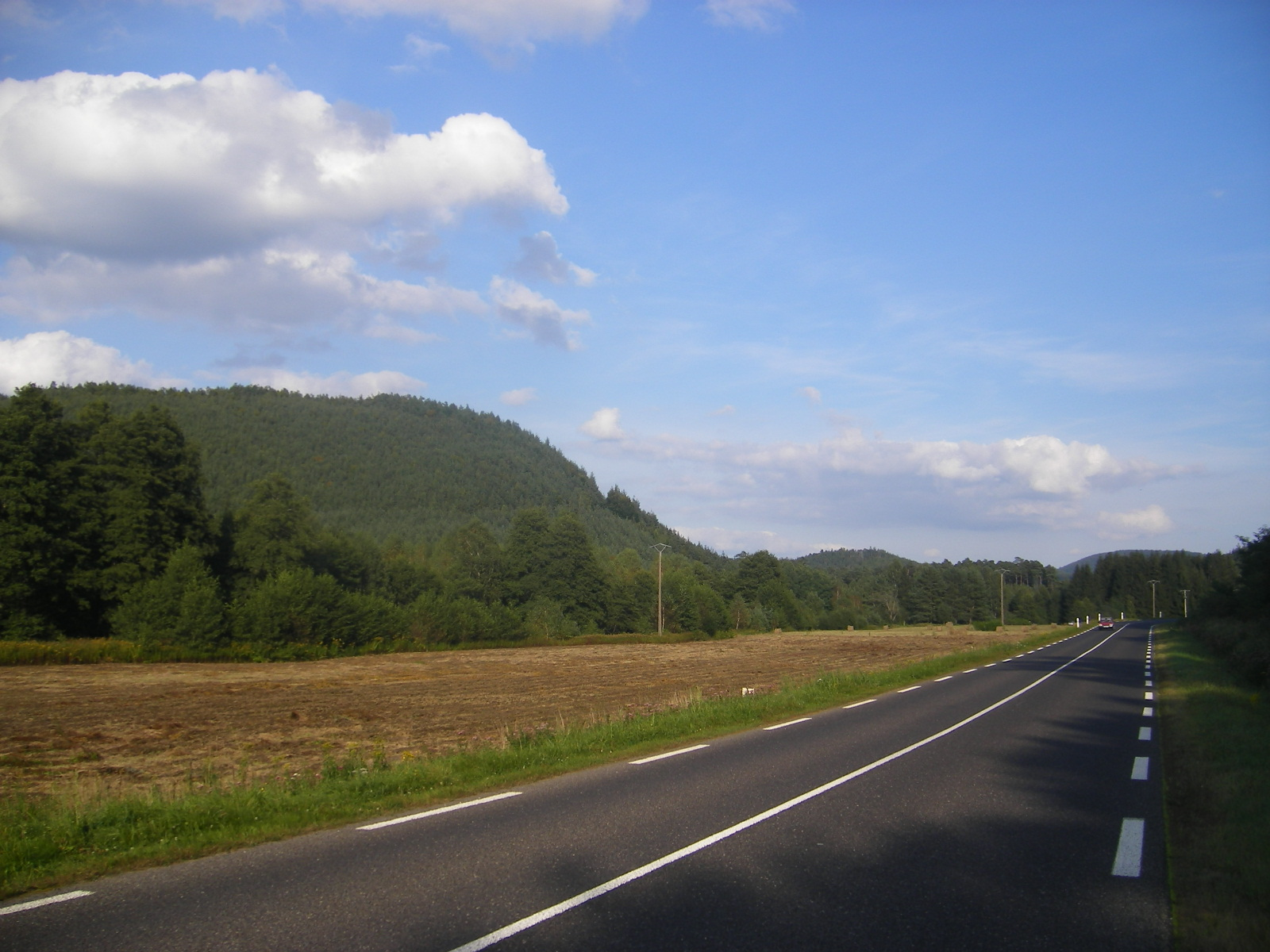
La RN62 entre Bannstein et Philippsbourg.

### Réseau routier
Le pays de Bitche est traversé d'est en ouest par la route nationale 62, reliant Haguenau à Deux-Ponts (puis, à partir de 1972, à Sarreguemines), et dont la portion Niederbronn-Bitche est construite entre 1824 et 1826.

### Réseau ferroviaire
La ligne de chemin de fer reliant Haguenau à Sarreguemines est construite entre 1866 et 1869 et permet un désenclavement partiel de la région. La gare n'est actuellement plus desservie par fer, mais des autocars TER Lorraine continuent d'assurer la liaison depuis Sarreguemines, Niederbronn ou Haguenau.

## Lieux et monuments

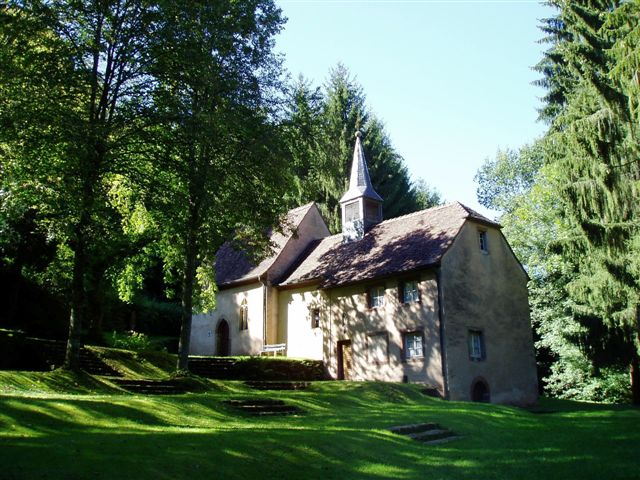
La chapelle Sainte-Vérène d'Enchenberg.

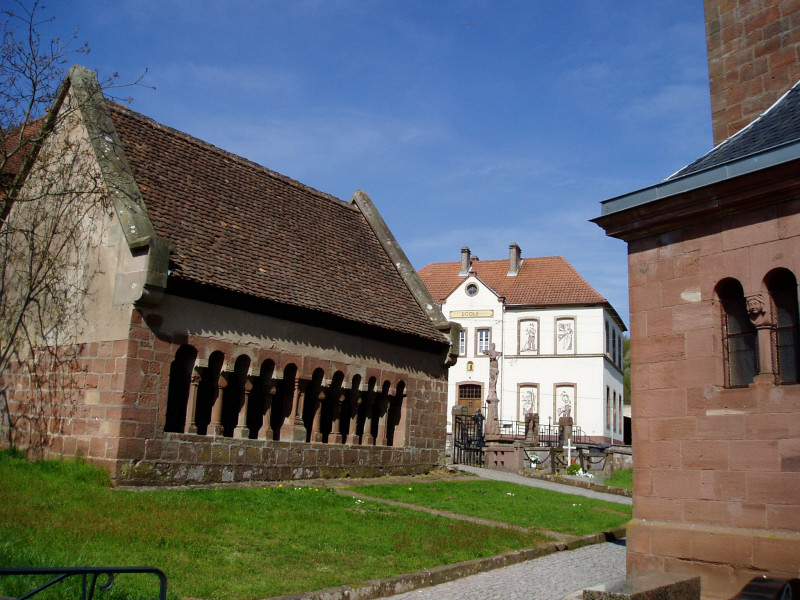
L'ossuaire de Schorbach.

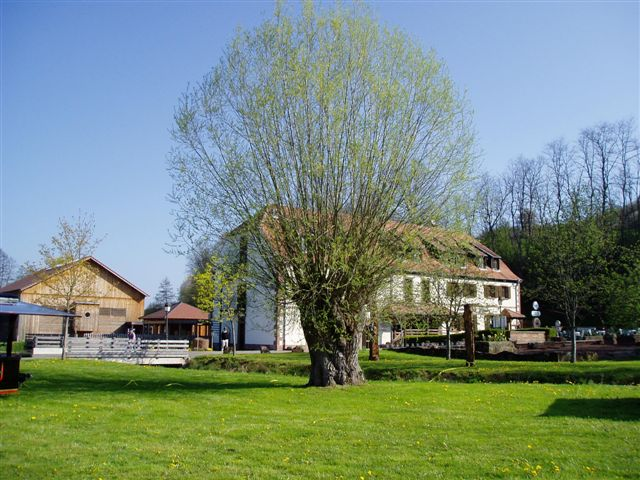
Le moulin d'Eschviller.

Les sites du pays de Bitche classés monuments historiques sont :
- la citadelle de Bitche, chef-d'œuvre de l'architecture militaire.
- l'ancien hôpital militaire de Bitche.
- la porte de Strasbourg à Bitche.
- le château du Grand-Arnsberg à Bærenthal.
- le château de Waldeck à Éguelshardt.
- le château de Gendersberg à Hanviller.
- le château du Falkenstein à Philippsbourg.
- le château de Rahling.
- la chapelle Sainte-Vérène d'Enchenberg, datant du Moyen Âge.
- la chapelle des Verreries de Gœtzenbruck.
- la chapelle Saint-Martin à Weidesheim.
- l'abbaye de Sturzelbronn.
- l'ossuaire de Schorbach datant du XIIe siècle.
- l'autel druidique de Meisenthal.
- le site verrier de Meisenthal.
- les bornes frontières des bans de Philippsbourg et d'Éguelshardt.

Les autres sites intéressants du pays de Bitche sont :
- l'ouvrage du Simserhof à Siersthal, ouvrage de la ligne Maginot.
- le fort Casso à Rohrbach-lès-Bitche, ouvrage de la ligne Maginot.
- le calendrier pour la Paix à Schorbach.
- le musée du sabot à Soucht.
- les cristalleries royales de Saint-Louis-lès-Bitche.
- le moulin d'Eschviller.
- le Breitenstein (ou pierre des douze Apôtres) de Meisenthal.
- la colonne de Meisenthal.
- le château du Weckerburg de Walschbronn.

## Culture
Le passé industriel de la région (et plus particulièrement le pays du Verre et du Cristal) est encore très présent bien qu'au XXIe siècle ne subsiste plus que la Cristallerie de Saint-Louis-lès-Bitche. Les métiers verriers demeurent encore nombreux avec notamment un grand nombre de tailleurs de cristal.
Le pays de Bitche, tout comme le reste de la Moselle et de l'Alsace, est également très marqué par les nombreux changements de nationalités de ses habitants. En effet, la région a basculé six fois de nationalité entre 1871 et 1945.
Au début du XXIe siècle, cette double culture franco-allemande demeure très présente. Il n'est donc pas rare de rencontrer des personnes âgées parlant encore très mal, voire pas du tout le français, du fait de l'éducation allemande qui leur a été prodiguée mais également du fait que dans le pays de Bitche, tout comme dans une large partie de la Moselle, le dialecte francique est encore très utilisé à cette époque.
Du point de vue linguistique, le Bitscherland relève du domaine du moyen allemand. On y parle le dialecte francique rhénan lorrain comme dans la zone allant de Saint-Avold (Moselle) à l’Alsace bossue (région de Sarre-Union, Diemeringen et Drulingen) incluse. On distingue grosso modo trois variétés du Bitscherlänner Platt ou Bitscherlänner Ditsch :
- le dialecte de la zone rurale (majorité de la population)
- celui des villages verriers (îlot Gœtzenbruck, Lemberg, Montbronn, Soucht)
- celui des citadins de souche de la ville de Bitche

Le francique rural du Bitscherland se caractérise par une diphtongaison particulière quand une voyelle est suivie d'un [r] : òar, ìar, iar ùar, uar, äar, èar… (un [a] s'intercale entre la voyelle et le [r] qui selon les locuteurs est plus ou moins prononcé : Ich hòn Dùa(r)scht / j’ai soif), par l'abondance de voyelles ouvertes et par une multitude de sons graves correspondant à des voyelles ouvertes.
Le dialecte des villages verriers se distingue par des diphtongues inexistantes dans le reste du Bitscherland :
Villages verriers : méi naues Hous / Reste du Bitscherland : min néies Hus (allemand standard : mein neues Haus / français : ma nouvelle maison).
Le dialecte citadin de Bitche ne connaît pas les diphtongues des deux autres variétés. Les [r] précédés d’une voyelle y sont plus audibles et, de manière générale, la prononciation se rapproche de celle du reste de l’Est mosellan.
La guerre de Trente Ans ayant ravagé le Bitscherland comme une grande partie de la Lorraine, de nombreux villages ont été repeuplés par des immigrants germanophones originaires de Suisse alémanique, du Tyrol, de Bavière et de Bohême. Il est possible que les dialectes de ces immigrants ont modifié les dialectes parlés avant leur arrivée.
À la différence d'une grande partie de la Lorraine germanophone, les parlers du Bitscherland connaissent le ich-Laut qui existe en allemand standard (noté /ç/ dans l'alphabet phonétique international).
Exemple : Ich (pronom personnel, première personne du singulier) se prononce également [Iç] comme en allemand standard et non Isch comme à Sarreguemines.
Contrairement à ce que l'on peut lire parfois, les villages de Bærenthal et Philippsbourg n'appartiennent pas au domaine des parlers alémaniques (allemand supérieur) mais relèvent toujours du moyen-allemand. La ligne P/PF (de) (Appel/Apfel, Pund/Pfund) qui sépare les dialectes du moyen-allemand de ceux de l'allemand supérieur passe à l'est du Bitscherland et certains villages alsaciens (Dambach et Obersteinbach) sont encore dans la zone du francique rhénan lorrain. En revanche, il est vrai que, à l'instar des parlers de certaines localités du pays de Phalsbourg, les parlers des localités de Bærenthal et Philippsbourg présentent des caractères alémaniques au niveau de certaines voyelles : par exemple le son [u] y devient [ü], Hus/Hüs (maison), Mus/Müs (souris) ou Mutter/Mütter (Mère).
Dans les années 1980, une enquête faite auprès de 1 107 personnes dans le pays de Bitche par un professeur du CES de Lemberg, donnait les résultats suivants : 97,4 % de la génération des aînés, 94,2 % de la génération moyenne et 88,5 % de la génération scolarisée parlent souvent ou toujours le « francique bitchois ».
Neggel est un diminutif local pour Nicolas, prénom qui était souvent employé pour désigner l'homme des enfers et c'est probablement de ce funèbre sobriquet qu'est restée l'appellation locale du pain noir : Bumberneggel.

## Vie politique
Le pays de Bitche était traditionnellement de centre droit. Dès 1995, il évolue et apporte massivement ses suffrages à la droite nationale. Il conserve, toutefois un des plus forts électorats centristes donnant à François Bayrou et au MoDem un des meilleurs scores nationaux et départementaux.

## Personnalités

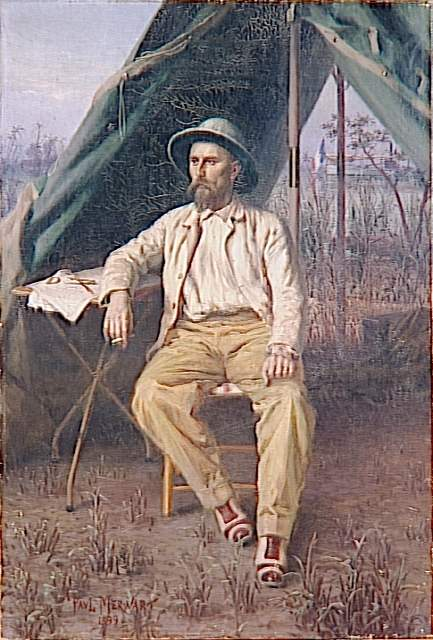
L'explorateur Émile Gentil peint par Paul Merwart.

- Jean Martersteck (1691-1764), sculpteur sur bois et menuisier artisanal de baroque et rococo qui a œuvré au pays de Bitche.
- Christophe Krebs (1695-1760) né à Bining, tabellion général et avocat au parlement qui a osé demander des comptes au roi Louis XV.
- Henri-Joseph Thüring de Ryss (1765-?), général de brigade de la Révolution française, librettiste et auteur dramatique français. Il se maria à Rohrbach-lès-Bitche le 10 janvier 1786.
- Adolphe Yvon (1817-1893), peintre français né à Eschviller.
- Blaise Illig (1851-1926) militaire français né à Achen.
- Émile Gentil (1866-1914) officier de marine français, explorateur et administrateur colonial né à Volmunster.
- Louis Pinck (1873-1940) prêtre lorrain né à Lemberg.
- Franz Dahlem (1892-1981) homme politique et résistant allemand né à Rohrbach-lès-Bitche.
- Albert Spaeth (1899-1966) professeur agrégé d’allemand né à Rohrbach-lès-Bitche et instituteur à Enchenberg.
- Hermann Bickler (1904-1984) collaborateur nazi né à Hottviller.
- Arthur Heid (1906-1992) député français né à Bettviller.
- Pierre Leichtnam (1910-1994), athlète spécialiste des courses de demi-fond, champion de France du 1 500 m en 1938 né à Petit-Réderching.
- Théo Braun (1920-1994), ancien ministre délégué chargé des personnes âgées, a vécu à Lemberg.
- René Sieffert (1923-2004) japonologue français né à Achen.
- Jean Seitlinger (1924-2018), homme politique français né à Saint-Louis et ancien maire de Rohrbach-lès-Bitche.
- Roland Minnerath (1946-), né à Sarreguemines, archevêque émérite de Dijon
- Jean-Georges Klein (1950-) chef cuisinier français ayant obtenu en 2002 trois étoiles au Guide Michelin pour son restaurant L'Arnsbourg à Untermuhlthal.
- Farida Zigha Fates (1962-), athlète spécialiste des courses de demi-fond, 7 fois championne de France des 1 500 m, 3 000 m et 5 000 m, a grandi à Bousseviller.
- Matthieu Sprick (1981-), coureur cycliste professionnel français originaire d'Etting.
- David Oberhauser (1990-), gardien de football, né à Bitche.